# Aminatta Forna

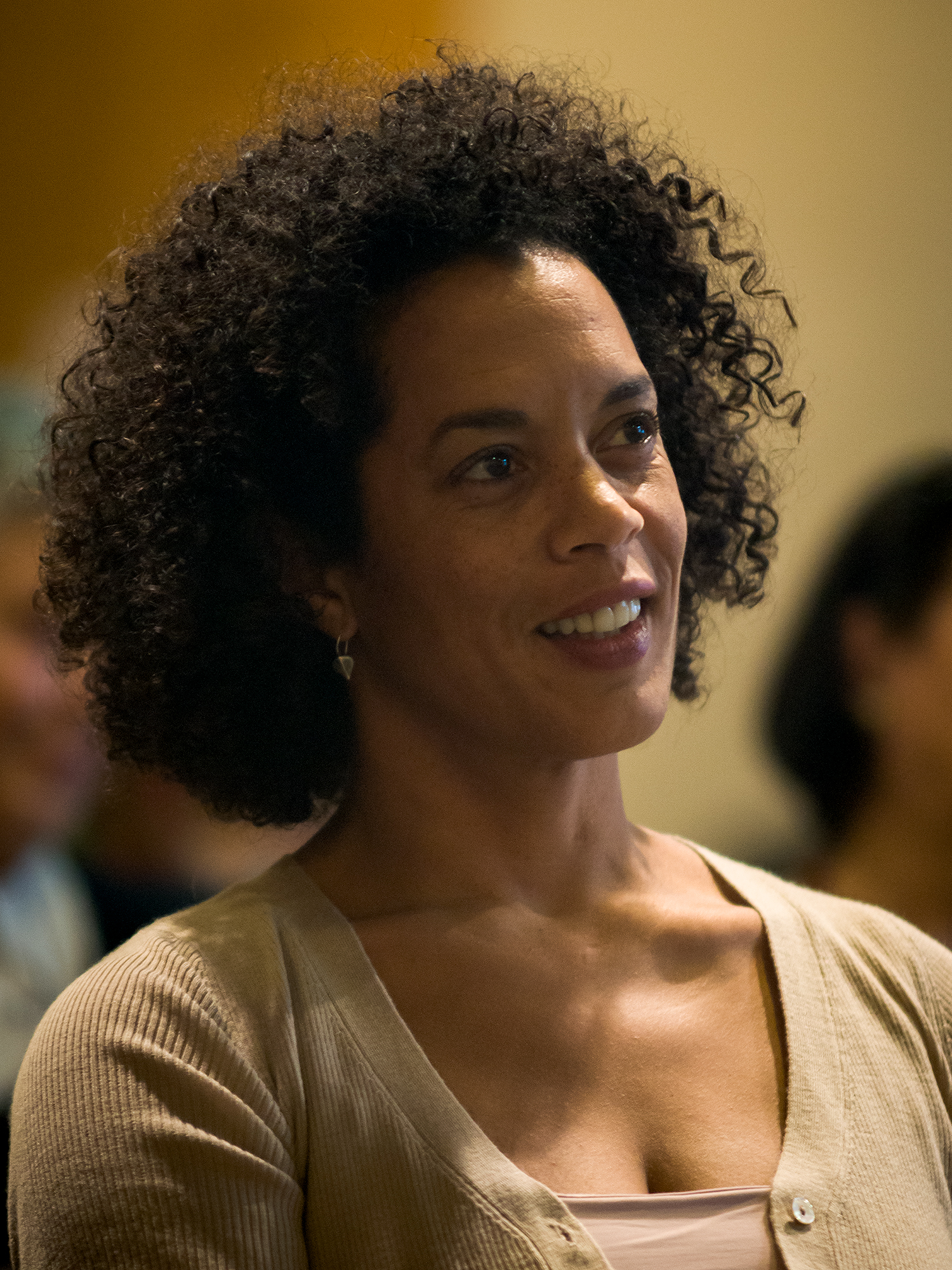
Aminatta Forna bij uitreiking LiBeraturpreis 2008

Aminatta Forna (Bellshill, 1964) is een Britse schrijfster.
Aminatta Forna werd eerst bekend als documentairemaakster en reporter voor de BBC. Ze werkte er in de domeinen kunst en politiek. Ook met haar Afrika-documentaires verwierf ze bekendheid. Vanaf 2003 schrijft ze boeken. Haar eerste boek (The Devil that Danced on the Water, memoires) werd al meteen erg goed onthaald, en later werd ze een erg succesvol auteur.

## Levensloop
Haar vader, Mohamed Forna, was afkomstig van Sierra Leone. Haar moeder, Maureen Christison, is Schotse.
Toen Forna zes maanden was verhuisde de familie naar Sierra Leone, waar Mohamed Forna als dokter werkte. Later geraakte hij actief in de politiek. Hij werd lid van de regering, maar trok zich later weer terug na gewezen te hebben op de toename aan politiek geweld en corruptie. Tussen 1970 en 1973 zat hij in de gevangenis, en werd door Amnesty International tot Prisoner of Conscience (gewetensgevangene) verklaard. In 1975 werd Mohamed Forna terechtgesteld door ophanging, op beschuldiging van landverraad.
De gebeurtenissen van Animatta Forna’s kindertijd en haar onderzoek naar de samenzwering rond de dood van haar vader zijn het onderwerp van haar memoires getiteld The Devil that Danced on the Water.
Afgezien van haar tijd in Sierra Leona verbleef ze als kind ook in Iran, Thailand en Zambia.
Forna studeerde rechten aan de University College London en was een "Harkness Fellow" (lid van een onderzoeksprogramma in de Verenigde Staten) aan de University of California, Berkeley. Tussen 1989 en 1999 werkte Forna voor de BBC, zowel voor radio als voor televisie. Ze was er reporter en documentairemaakster in de domeinen kunst en politiek. Ze staat ook bekend voor haar Afrika-documentaries: Through African Eyes (1995), Africa Unmasked (2002) en The Lost Libraries of Timbuktu (2009).
In 2003 schreef ze haar memoires. Daarna vervolgde ze haar schrijverscarrière.
In 2013 nam ze een betrekking aan als professor in Creative Writing aan de Bath Spa University en tegenwoordig is ze ook Sterling Brown Distinguished Visiting Professor aan het Williams College in Massachusetts.
Aminatta Forna is staflid van de Royal Society of Literature, waar ze ook in de adviesraad zit. Forna is ook staflid van het Royal National Theatre van Groot-Brittannië, van het General Committee of the Library Fund en van de Council of the Caine Prize for African Writing. Ze is ook lid van de Folio Academy. Ze was jurylid voor meerdere literaire prijzen en in het jaar 2013 voor de Man Booker International Prize.
Aminatta Forna is getrouwd met meubelontwerper Simon Westcott en woont in Zuidoost-Londen.

## Werk
Typisch voor Forna’s werk, fictie en non-fictie, zijn de voorbodes op oorlog, en de naweeën ervan: hoe oorlog herinnerd wordt, het conflict tussen privé-verhalen en officiële verhalen. Ze onderzoekt ook hoe geleidelijke toename van kleine, schijnbaar onbelangrijke daden van verraad uitmonden in levensgrote gruwel.
In haar fictie gebruikt ze standpunten van verschillende personages, en springt ze heen en weer in de tijd.